# Tarlóhere
A tarlóhere (Trifolium arvense) a hüvelyesek (Fabales) rendjébe, ezen belül a pillangósvirágúak (Fabaceae) családjába tartozó faj. A magyar megnevezés a tarló és a here szavak összekapcsolásából származik.

## Előfordulása
A melegkedvelő tarlóhere csaknem egész Európában gyakori. Takarmánynak nem alkalmas, mivel keserű ízű, de meglehetősen kemény is, csak a juh legeli. Afrikában, a Szahara északnyugati részétől Etiópiáig, míg Ázsia mérsékelt övi részein Törökországtól Iránig fordul elő. Betelepítették az Azori-szigetekre, Ausztráliába, Új-Zélandra, Hawaiiba és a kontinentális USA-ba is.

## Alfajok, változatok
- Trifolium arvense subsp. gracile (Thuill.) Ponert
- Trifolium arvense var. arvense
- Trifolium arvense var. gracile (Thuill.) DC.

## Megjelenése

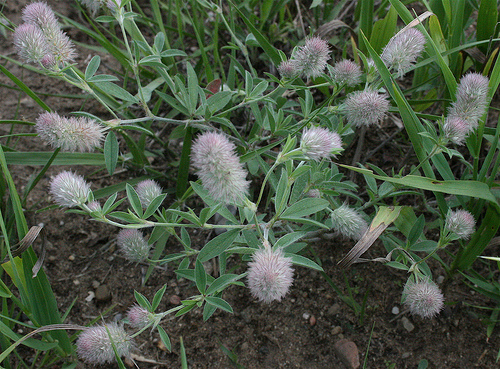

A tarlóhere felálló, felemelkedő szárú, 10-30 centiméter magas, borzas szőrű, egyéves növény. Hármasan összetett levelei szürkészöldek, levélkéi szálas hosszúkásak, 2-4 milliméter szélesek. A virágok először fehérek, később pedig halványpirosak. A murvalevelek hónaljából eredő fejecskevirágzatok, 1-2 centiméter hosszúak. A csésze sűrűn bozontos szőrű, a virágtakaró leveleknél hosszabb.

## Életmódja
A tarlóhere száraz rétek, legelők, fenyérek, tarlók, homokpuszták lakója. Mészkerülő; főleg száraz, laza, gyengén savanyú homoktalajokon nő.
A virágzási ideje májustól szeptember végéig tart.

## Képek

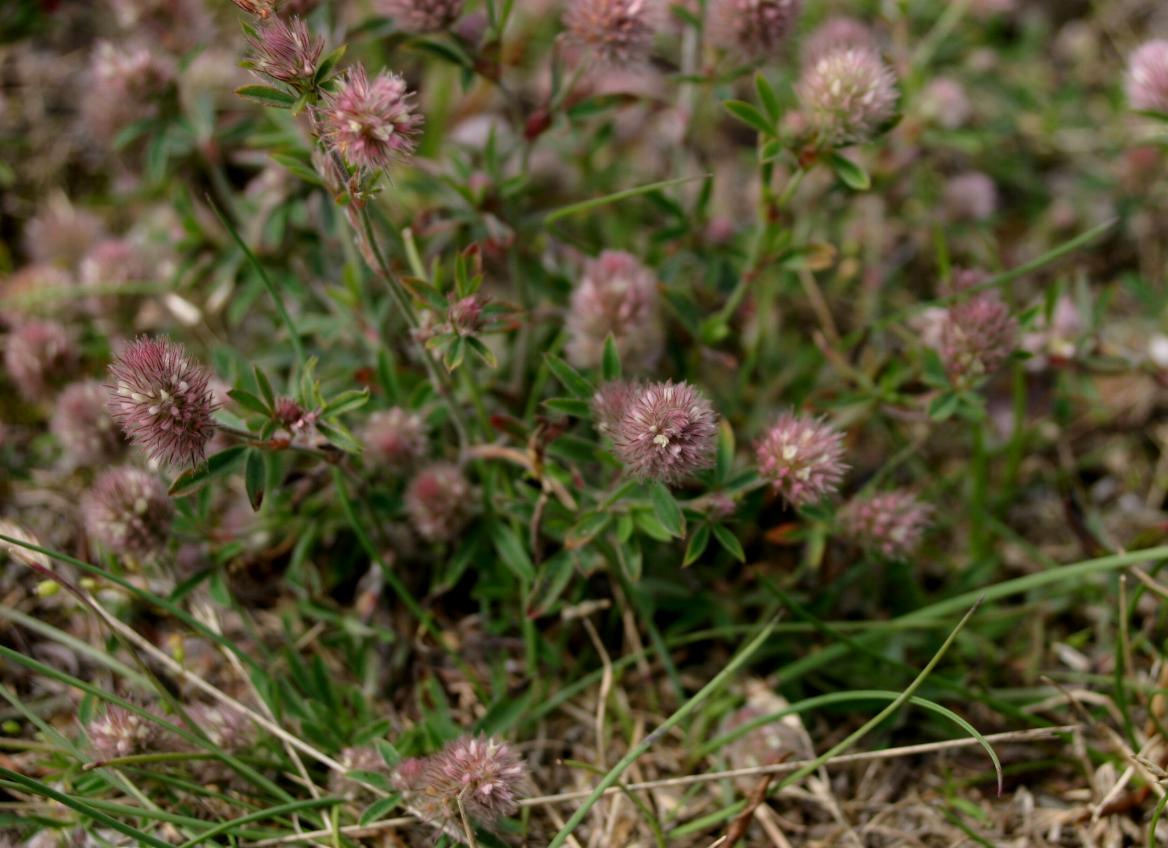
a növény
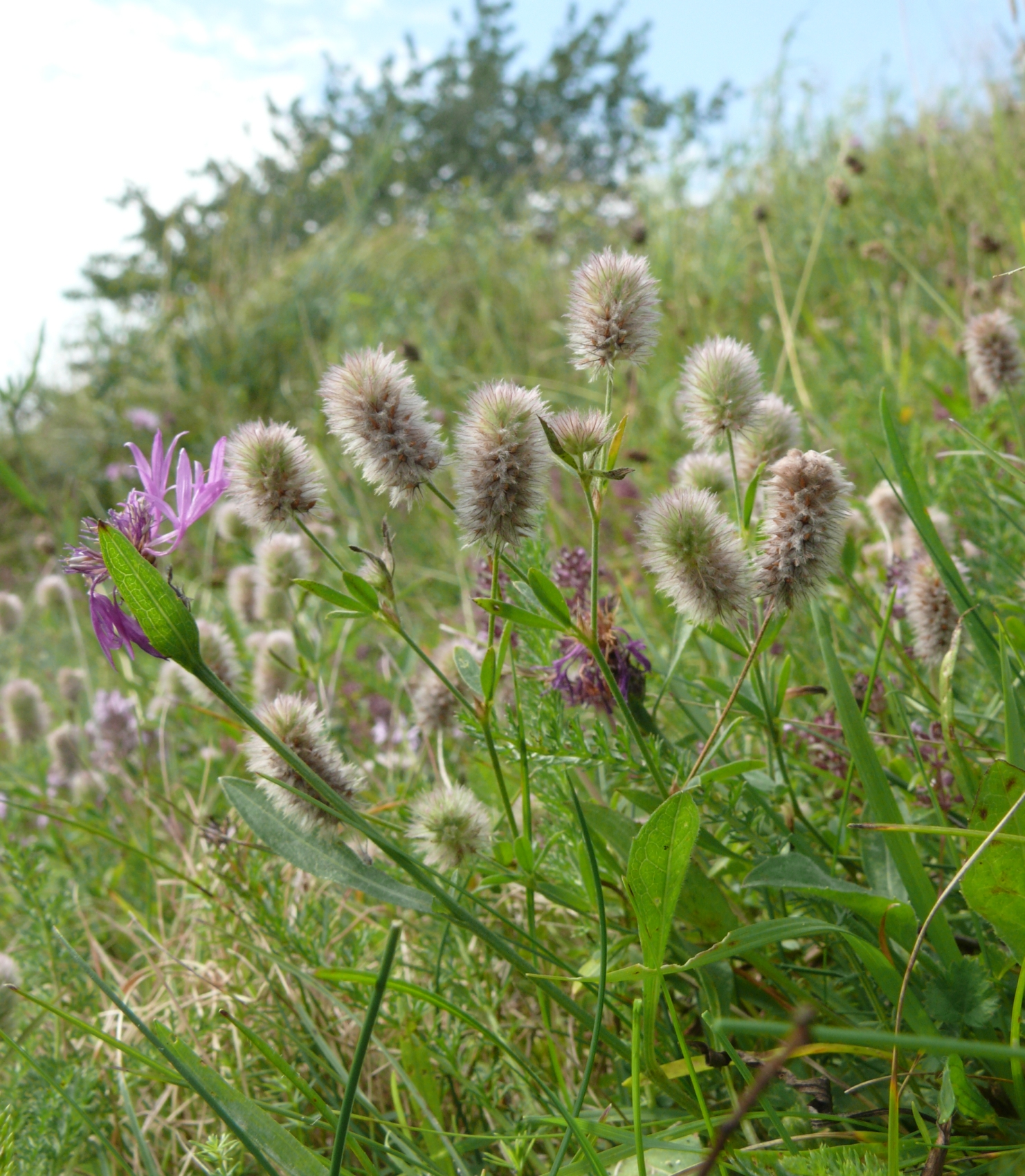
a természetes élőhelyén
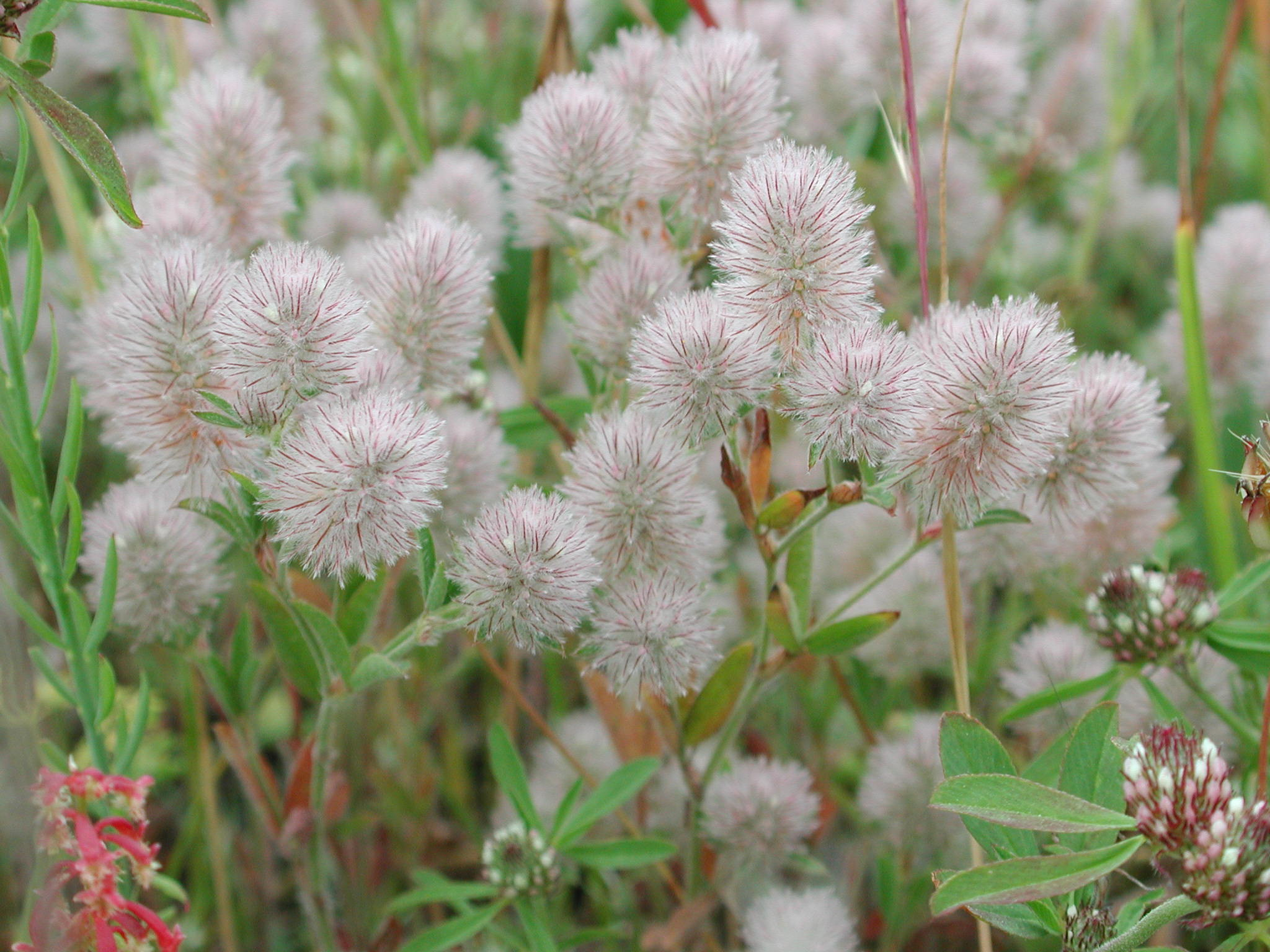
virágai először fehérek,
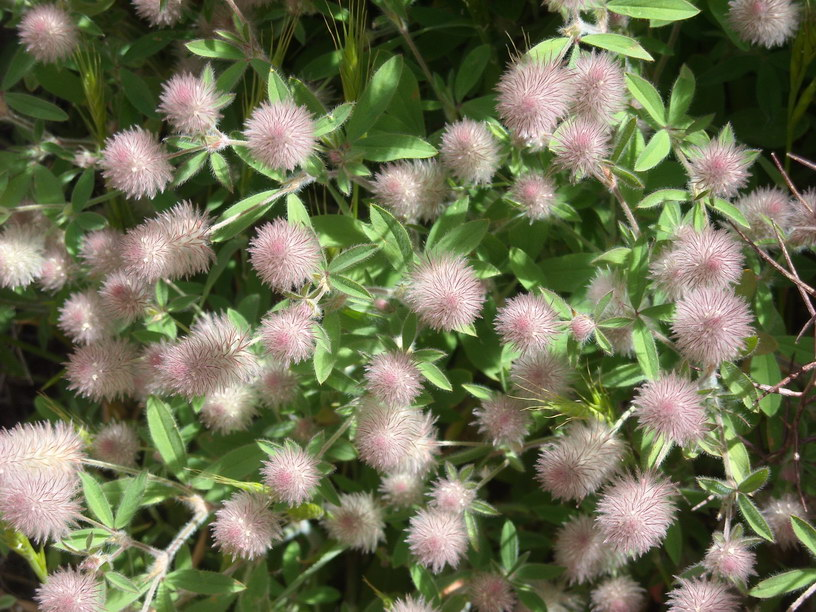
később pedig halványpirosak
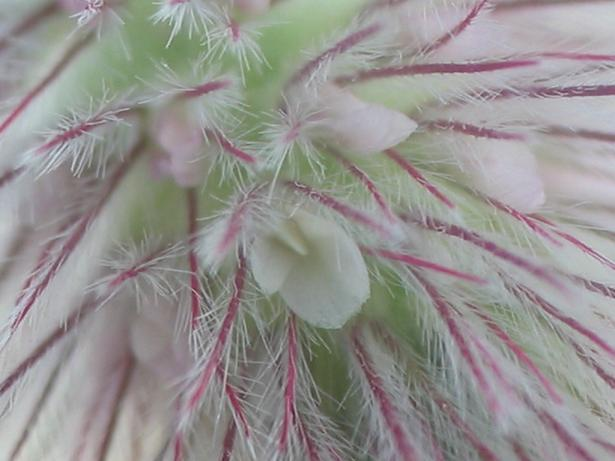
virága nagyon
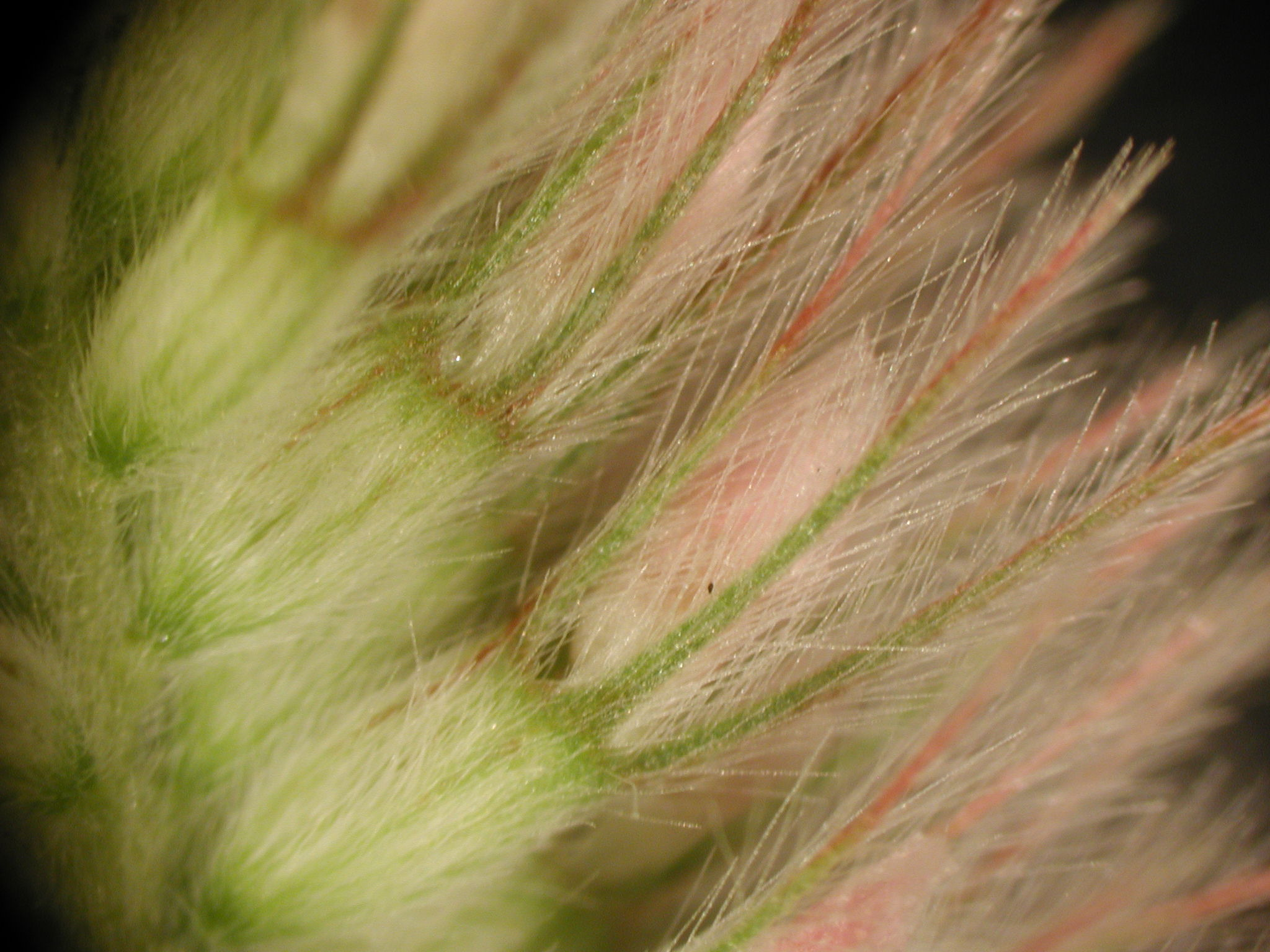
közelről
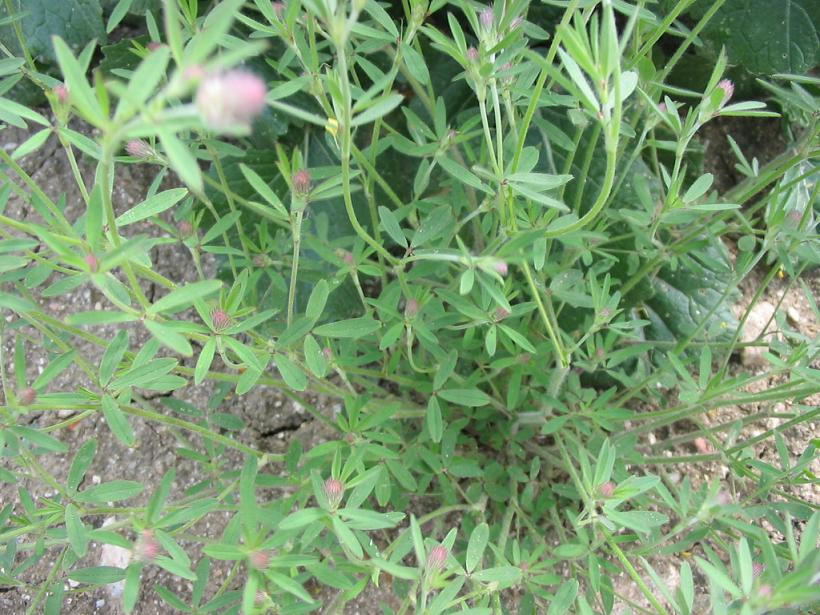
levelei
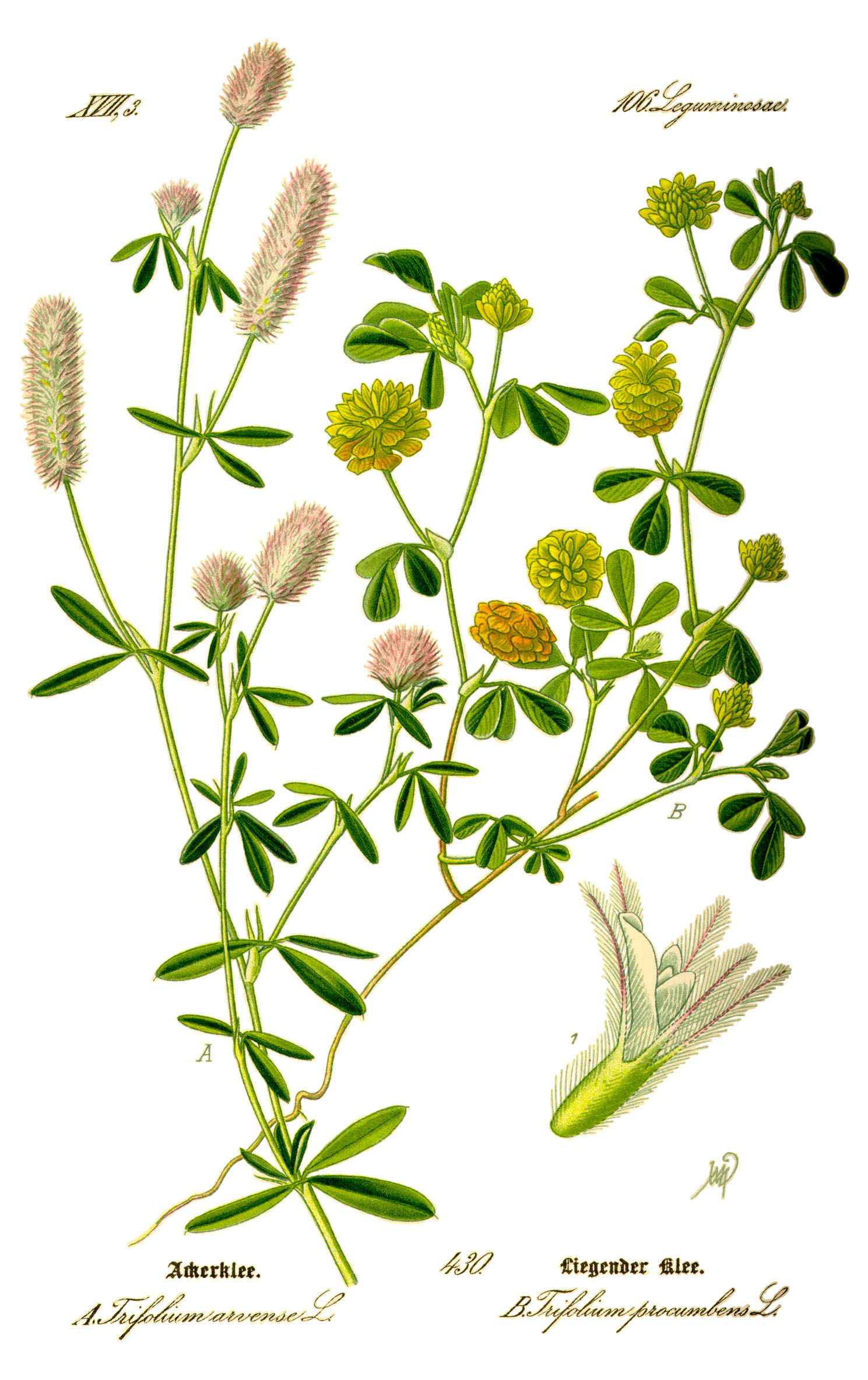
rajz a növényről